# Monchaux-Soreng

Monchaux-Soreng este o comună în departamentul Seine-Maritime, Franța. În 1 ianuarie 2022 avea o populație de 613 de locuitori.